# 로저 헌트
로저 헌트(영어: Roger Hunt, MBE, 1938년 7월 20일 ~ 2021년 9월 27일)는 영국의 축구 선수였다. 공격수로 1958년부터 1969년까지 리버풀에서 활약했으며, 1966년 잉글랜드 월드컵에서 잉글랜드 축구 국가대표팀에 선발되어 팀의 우승에 기여했다.

## 서훈
- 2000년 대영 제국 훈장 5등급(MBE) 수훈[주 1][1]

## 주해
1. ↑  이후 기사작위(Knight Bachelor) 서임을 받은 일이 없으나, 그럼에도 불구하고 리버풀의 일부 서포터는 로저 헌트에게 '경(Sir)' 칭호를 붙이기도 한다.